# Taylor Negron
Brad Stephen Negron, noto anche con lo pseudonimo di "Taylor" (Glendale, 1º agosto 1957 – Los Angeles, 10 gennaio 2015), è stato un attore statunitense, conosciuto soprattutto per il ruolo di Milo nel film d'azione del 1991 L'ultimo boy scout.

## Biografia
Negron è nato a Glendale, California, figlio della coppia portoricana Lucy (nata Rosario) e Conrad Negron, Sr. Suo cugino è il cantante e musicista Chuck Negron, famoso per suonare coi Three Dog Night.
Taylor è cresciuto a La Cañada Flintridge e si è laureato presso l'Università della California a Los Angeles.

### Carriera
La carriera di Negron nella commedia è iniziata mentre era ancora al liceo, con un'esibizione di cabaret al Comedy Store di West Hollywood. Dopo questa apparizione ha cominciato a fare la comparsa a Hollywood, oltre ad essere un concorrente ricorrente nello show diurno della ABC di Chuck Barris The Dating Game .
Prima dell'inizio della sua carriera cinematografica, Negron è stato influenzato dalle leggende drammatiche e comiche Lee Strasberg e Lucille Ball: in un programma di studio presso l'Actors Studio, Negron ha lavorato come assistente di Strasberg; inoltre, allo Sherwood Oaks Experimental College, nel 1977, ha lavorato come stagista di Ball mentre era un'insegnante ospite della scuola.

#### Film
Negron è apparso in diverse produzioni cinematografiche: Angels, The Aristocrats, Sapore di hamburger, Chiamatemi Babbo Natale, Easy Money (nei panni del tenace genero del personaggio di Rodney Dangerfield), Fuori di testa, I ragazzi del fiume, L'ultimo boy scout, Nient'altro che guai, L'ultima battuta, The Stöned Age, Stuart Little - Un topolino in gamba, L'ospedale più pazzo del mondo, Funky Monkey, Tonto + tonto con Pauly Shore, How I Got into College e Vamps di Amy Heckerling, in cui ha ripreso la scena della consegna della pizza originaria di Fuori di testa.

#### Televisione e internet
Tra le apparizioni televisive di Negron ci sono ruoli da guest star in Hill Street giorno e notte, Raven, Due gemelle e un maggiordomo, Willy, il principe di Bel-Air, The Ben Stiller Show, Curb Your Enthusiasm, Reno 911!, Friends, Tutto in famiglia, Seinfeld, E.R. - Medici in prima linea, Cinque in famiglia e Falcon Crest.
Oltre ad essere un ospite regolare in Off Beat Cinema, ha recitato in Un genio in famiglia e I maghi di Waverly. È apparso anche nello speciale UnCabaret di Comedy Central e negli episodi di Amazon.
Nel 2013 ha recitato in un episodio della web serie Romantic Encounters assieme a Melinda Hill.
Il suo ultimo ruolo televisivo è stato quello di un insegnante di recitazione nella prima stagione, episodio 5 di The Comedians con Billy Crystal e Josh Gad.

### Scrittore
Nel 2008 ha scritto The Unbearable Lightness of Being Taylor Negron – A Fusion of Story and Song, diretto dal regista d'opera David Schweitzer e co-protagonista del cantautore Logan Heftel. Lo spettacolo ha debuttato con il plauso della critica nella Green Room dell'Edinburgh Comedy Festival.
È stato anche presentato nel 2009 al Best of New York Solo Festival al SoHo Playhouse e al Barrow Street Theatre. Kate Copstick di The Scotsman ne ha scritto: "Il tema di fondo di quest'ora affascinante sembra essere nietzscheano: 'ciò che non mi distrugge mi rende forte'. E se non suona come una commedia vera e propria, allora va bene. Perché lo spettacolo non è una vera e propria commedia. È un mix di musica, narrazione e commedia."
I suoi saggi comici sono stati pubblicati nell'antologia Dirty Laundry (Phoenix Books) e Love West Hollywood: Reflections of Los Angeles (Alyson Books).
Il regista Justin Tanner ha fatto rivivere la commedia di Negron Gangster Planet, una storia domestica di quattro personaggi ambientata durante le rivolte di Los Angeles del 1992, che è stata scelta dal Los Angeles Times come Critic's Choice.
Un'altra sua piece, Downward Facing Bitch, una commedia di suspense, è stata sviluppata con il regista Kiff Scholl.
Negron ha collaborato regolarmente a "Tasty Words" di Wendy Hammer, "Sit and Spin" di Jill Solloway e alla rivista online "Fresh Yarns" di Hilary Carlip, nonché all'Huffington Post.
Si è esibito regolarmente negli Stati Uniti ed è stato uno dei membri originali dell'UnCabaret, soprannominato "The Mother Show of Alternative Comedy" dal LA Weekly, dove Negron ha fuso standup, poesia dada e narrazione in stile flusso di coscienza.

#### Pittore
Negron era un pittore affermato le cui opere d'arte sono state presentate in mostre personali in luoghi come il Laemmle Royal Theatre di Los Angeles e l'Hotel de Ville Lifestyle.
Sebbene abbia lasciato gli studi alla scuola d'arte all'età di 19 anni, Negron in seguito ha ricevuto una formazione presso l'Accademia di Belle Arti di San Francisco e la Art Students League di New York City. Il suo lavoro è stato influenzato da Henri Matisse, Jean-Édouard Vuillard, Don Bachardy e David Hockney.

## Vita privata
Negron era dichiaratamente gay.

## Morte
A Negron è stato diagnosticato un cancro al fegato nel 2008. Il 10 gennaio 2015 è morto nella sua casa di Los Angeles, circondato dalla famiglia, all'età di 57 anni.

## Filmografia

### Film
| Anno | Titolo                               | Ruolo                                   | Note                                |
| ---- | ------------------------------------ | --------------------------------------- | ----------------------------------- |
| 1980 | The Gong Show Movie                  | Uomo biondo alle audizioni              | Non accreditato                     |
| 1981 | Freedom                              | Brett                                   |                                     |
| 1982 | L'ospedale più pazzo del mondo       | Dr. Phil Burns                          |                                     |
| 1982 | Fuori di testa                       | Fattorino della pizza                   |                                     |
| 1983 | Easy Money                           | Julio Ocampo                            |                                     |
| 1984 | Johnny Dangerously                   | Fattorino                               | Non accreditato                     |
| 1985 | Sapore di hambuger                   | Postino                                 |                                     |
| 1985 | Facoltà di medicina                  | Pepe                                    |                                     |
| 1986 | Una folle estate                     | Taylor                                  |                                     |
| 1986 | The Whoopee Boys                     | 'Whitey'                                |                                     |
| 1986 | I ragazzi del fiume                  | Checker                                 |                                     |
| 1988 | L'ultima battuta                     | Albert Emperato                         |                                     |
| 1989 | How I Got into College               | Mailman                                 |                                     |
| 1991 | Nient'altro che guai                 | Fausto Squiriniszu                      |                                     |
| 1991 | L'ultimo boy scout                   | Milo                                    |                                     |
| 1993 | Mr. Jones                            | Motociclista / Direttore di Rock Videos |                                     |
| 1994 | Angels                               | David Montagne                          |                                     |
| 1994 | The Stoned Age                       | Commesso                                |                                     |
| 1996 | Tonto + tonto                        | Russell                                 |                                     |
| 1997 | Il fantastico mondo di Aladino       | Il Genio                                |                                     |
| 1997 | The Practice - Professione avvocati  | Mr. Walters                             | Stagione 1, episodio 2              |
| 1998 | Chairman of the Board                | Mr. Withermeyer                         |                                     |
| 1999 | Stuart Little - Un topolino in gamba | Venditore                               |                                     |
| 2000 | Gun Shy - Un revolver in analisi     | Cheemo Partelle                         |                                     |
| 2000 | The Flintstones in Viva Rock Vegas   | Gazaam & Gazing                         |                                     |
| 2001 | Chiamatemi Babbo Natale              | Ralph                                   |                                     |
| 2005 | The Aristocrats                      | Se stesso                               |                                     |
| 2007 | Entry Level                          | Charlie                                 |                                     |
| 2007 | Three Days to Vegas                  | Antoine                                 |                                     |
| 2008 | Channels                             | Niles                                   |                                     |
| 2009 | Super Capers                         | Chauffer                                |                                     |
| 2009 | Lock and Roll Forever                | Mary Post                               |                                     |
| 2009 | The Deported                         | Priest                                  |                                     |
| 2009 | Stuntmen                             | Gio Supreme                             |                                     |
| 2009 | Screams of the Bikini                | Doorman                                 |                                     |
| 2009 | Babysitters Beware                   | Mr. Willoughsbag                        |                                     |
| 2010 | Shoot the Hero                       | Douglas                                 |                                     |
| 2010 | The Braveheart Musical: For England  | King Edward I Longshanks                | Cortometraggio                      |
| 2010 | Change Your Life                     | LOOT Sales Rep                          | Video                               |
| 2010 | Evil Shrink                          | Dr. Bane                                | Cortometraggio                      |
| 2011 | The Chateau Meroux                   | Francois                                |                                     |
| 2012 | Freight                              | Robert                                  | Cortometraggio                      |
| 2012 | Vamps                                | Fattorino della pizza                   |                                     |
| 2013 | Santorini Blue                       | Jimmy the Doorman                       |                                     |
| 2013 | Scott & Kassie's Christmas Adventure | Marv                                    |                                     |
| 2014 | The Magic World of Harrison Patrakis | Narratore                               | Short                               |
| 2015 | Alienated                            | Griffin                                 | Posthumous release; Final film role |

## Videogiochi
- Double Switch - 1993